# Alfonso Quiñónez Molina
Alfonso Quiñónez Molina (Suchitoto; 11 de enero de 1874-San Salvador, 22 de mayo de 1950) fue presidente provisional de la República de El Salvador del 29 de agosto de 1914 al 1 de marzo de 1915 y del 21 de diciembre de 1918 al 1 de marzo de 1919; y presidente constitucional del 1 de marzo de 1923 al 1 de marzo de 1927, también se desempeñó como Vicepresidente durante las administraciones de sus cuñados Carlos Meléndez (1915-1918) y Jorge Meléndez (1919-1923), convirtiéndose en la única persona que se ha desempeñado en tres diferentes ocasiones como Presidente, ya de forma provisoria o electo popularmente, y en dos ocasiones como Vicepresidente. Durante este mandato fundó la Radio Nacional de El Salvador.

## Primeros años
Fueron sus padres Lucio Quiñónez y Aurelia Molina de Quiñónez.
Se casó con Leonor Meléndez (hermana de Carlos y Jorge Meléndez, Presidentes de la República de El Salvador). De esta unión nació una hija llamada Mercedes Quiñónez Meléndez.
Esta familia fue destruida por las personas que asesinaron a su padre.

## Vida profesional
El 4 de marzo de 1914, la Asamblea Nacional lo proclamó Primer Designado a la Presidencia de la República; fue Tercer Vocal Suplente de la Junta Directiva del manicomio; Catedrático de Higiene y Terapéutica de la Universidad de El Salvador; Consejero Suplente de la Facultad de Medicina y luego Segundo Vocal de la Directiva y Director de la Profilaxis Venérea, Dirigió el Manicomio y Asilo Sara, donde hizo muchos bienes en estos centros.
En 1909, el Supremo Gobierno de la República le confirió las credenciales de Delegado a la Cuarta Conferencia Sanitaria Internacional, verificada en San José, Costa Rica.
Gobernó durante los años de mayor auge cafetalero.

### Presidencias de Alfonso Quiñónez Molina

Alfonso Quiñónez Molina Gobernó durante los años de mayor auge cafetalero, junto al ministro de hacienda el señor Jose Esperanza Suay.

Cuñado de Carlos y Jorge Meléndez, recibió la presidencia provisional el 29 de agosto de 1914 y la entregó el 1 de marzo de 1915, tras las elecciones que darían por ganador a su antecesor. Tras la renuncia de su cuñado Carlos, volvió a recibir el cargo provisional el 21 de diciembre de 1918, entregándolo el 1 de marzo de 1919. Retomó el cargo tras ganar unas elecciones, las cuales lo colocaron como presidente del 1 de marzo de 1923 al 1 de marzo de 1927.En las elecciones de 1922 se volvieron a reactivar las ligas rojas para la campaña electoral en la que iba como candidato oficial Alfonso Quiñónez Molina; teniendo como principal opositor a Miguel Tomás Molina del Partido Constitucional. Las ligas rojas tenían un jefe, seguido de jefes de barrios y jefes cantonales (que afiliaban a los vecinos); en el departamento de Sonsonate la mayoría de sus miembros eran indígenas, en Izalco había dos jefes siendo uno de ellos Feliciano Ama. Esta campaña se caracterizó por ser extremadamente violenta, el 22 de diciembre de 1922 una manifestación de mujeres a favor de Miguel Tomás Molina fue sofocada a disparos de fusil y ametralladora. Al final Miguel Tomás Molina se retiró y la elección fue ganada por Quiñónez.

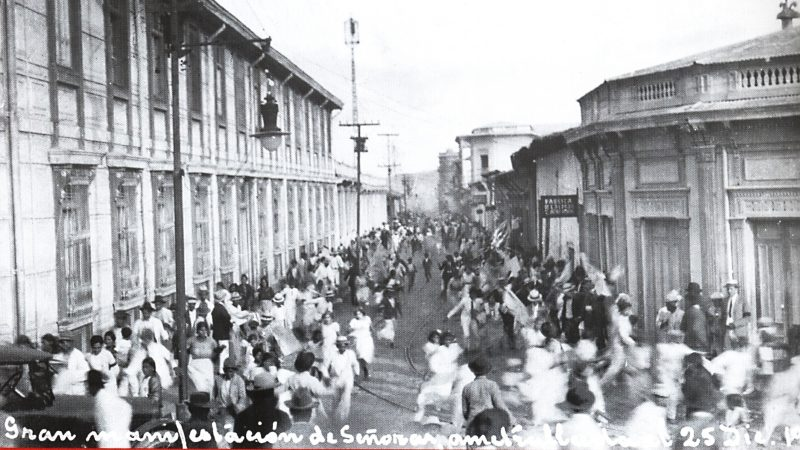
Masacre del 25 de diciembre de 1922 en las cercanías entre la Iglesia El Calvario y el Mercado Central en San Salvador.

En el mandato como presidente electo de Alfonso Quiñónez Molina, buscando limar las asperezas pasadas y aumentar su popularidad, disolvió las ligas rojas, aunque mantuvo el estado de sitio impuesto por su predecesor. Asimismo, buscó ampliar la esfera de acción del Estado a través de la modernización de la infraestructura, diversificación de la actividad agrícola, modernización de la burocracia estatal, y reorientación del sistema educativo nacional. Durante su gobierno se pavimentó la ciudad de San Salvador, se fundó la Flotilla aérea salvadoreña (hoy Fuerza aérea), se fundó la primera radio (llamada radio A.Q.M.). Es en este momento en que se organizan los primeros sindicatos sin que existiesen disposiciones legales.. 
Durante su gestión, destaca la masacre a la primera manifestación femenina en el país. Esta manifestación terminó siendo reprimida por la Guardia Nacional y La Liga Roja que era un grupo paramilitar creado por Quiñones para vigilar a la oposición la manifestación terminó con un saldo de víctimas desconocido, algunas personas pudieron refugiarse en el hospicio de varones que colindaba con la iglesia el calvario, Quiñonez terminó ganando la elección tres semanas después en esta manifestación se destaca la participación de Prudencia Ayala a los 37 años de edad.    

## El final de la Dinastía Meléndez-Quiñones
Alfonso Quiñonez Molina intentó buscar una reelección presidencial para el periodo 1927-1931, haciendo una reforma a la constitución de 1886, pero esta terminó fracasando por falta de tiempo, y como ya es costumbre prosiguió a darle el poder al Dr. Pío Romero Bosque, quien era médico personal de la familia Quiñonez lo cual generó confianza para darle el cargo, Romero Bosque no era de las grandes familias cafetaleras del país, lo cual dio como uno de los pocos presidentes de corte independiente que obtienen el poder.                                                                              

La dinastía Meléndez-Quiñones cedió la presidencia a Pio Romero Bosque, quien fue electo el 1 de marzo de 1927 y que con anterioridad se había desempeñado como ministro de Guerra en las administraciones de Jorge Meléndez y Alfonso Quiñónez Molina, y vicepresidente en la última. Se pensaba que, al no ser miembro de una de las grandes familias latifundistas del país, el nuevo presidente sería una marioneta en sus manos. 

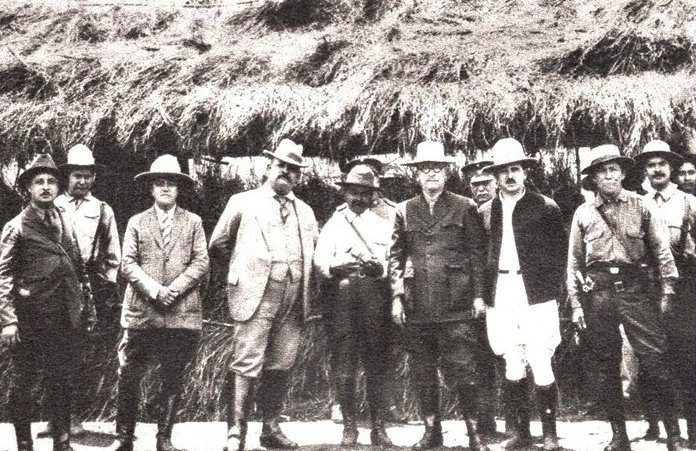
Miembros del Gabinete y Ejército del Gobierno del Dr. Alfonso Quiñonez Molina, a la derecha su sucesor Pio Romero Bosque.

Pero Romero Bosque desde el primer momento, dio muestras de su independencia; para mayo de 1927  había quitado el estado de sitio y concedió una amplia libertad de prensa y manifestación; asimismo, debido a protestas de los estudiantes de la Universidad Nacional, expulsó del país al expresidente y entonces primer designado a la presidencia Alfonso Quiñones Molina, quien fue a radicarse a Francia. Debido a ello, en diciembre de ese año, el expresidente Jorge Meléndez intentó llevar a cabo un golpe de Estado junto con algunos militares, liderados por el director de la maestranza del ejército Coronel Juan Enrique Aberle, el alto jefe de la Policía Nacional Mayor Manuel Alfaro Noguera y el jefe del primer regimiento de infantería Carlos Carmona Tadey. Sin embargo, dicha acción fue un rotundo fracaso; las fuerzas del gobierno capturaron a un total de 140 personas con pistolas y machetes, y un consejo de guerra extraordinario condenó a ser fusilados al Coronel Aberle y al Mayor Alfaro Noguera; mientras que el expresidente Meléndez logró escapar a Honduras para luego radicarse en Costa Rica.